# Güttenbach
Güttenbach (kroatiska: Pinkovac) är en ort och kommun i Österrike. Den ligger i distriktet Güssing i förbundslandet Burgenland, i den östra delen av landet, 120 km söder om huvudstaden Wien. Antalet invånare år 2023 är 872.